# That's All
That's All est un single du groupe Genesis qui figure sur l’album Genesis, sorti en 1983. La chanson est écrite et composée par l'ensemble du groupe en collaboration c’est-à-dire Phil Collins, Mike Rutherford et Tony Banks.

## Reprises
Le tribute band allemand Still Collins, formé en 1995, incorpore régulièrement la chanson dans son répertoire de concert,. Elle figure également sur ses albums Something Happened... (2001), Live 2006 (2008) et The very Best of Phil Collins & Genesis Live (A tribute concert event) (2016).
Ray Wilson, qui avait remplacé Phil Collins comme chanteur de Genesis entre 1998 et 1999, reprend la chanson sur ses albums Genesis Klassik (2009), Stiltskin Vs.Genesis (2011), Genesis Classic (Live In Poznan) (2011), Up Close And Personal - Live At SWR1 (2014) et ZDF@BAUHAUS (2018).
La chanson est reprise en 2013 par Julian Perretta.
Elle apparait en version symphonique sur l'album The Royal Philharmonic Orchestra – Plays Genesis Hits And Ballads.